# Taraxacum subcanescens
Taraxacum subcanescens — вид квіткових рослин з родини айстрових (Asteraceae). Вид зростає в Європі: Естонія, Латвія, Чехія, Словаччина, Данія, Фінляндія, Німеччина, Угорщина, північно-західна Росія, Польща, Швеція, Швейцарія; це багаторічна рослина помірних біомів.